# 望月伸光
望月 伸光（もちづき のぶみつ、1907年ないし1908年 - 1957年2月28日）は、日本の元俳優である。本名は望月 文男（もちづき ふみお）。東宝、東宝教育映画のバイプレーヤーとして知られた。

## 来歴・人物
戦中から戦後にかけて、松竹京都撮影所を経て東宝、東宝教育映画に所属。東宝争議終結後はフリーとなり、主に東映東京撮影所や独立プロ映画の作品に脇役・端役として活躍した。この間、1952年（昭和27年）5月1日に皇居外苑で発生した血のメーデー事件に関与し、検挙されている。
1957年（昭和32年）2月28日、胃癌のため死去した。満49歳没。死後、同年3月4日に公開された今井正監督映画『米』が最後の出演作品となった。

## 出演作品

### 映画
- 月夜鴉（1939年、松竹） - 医者
- ハワイ・マレー沖海戦（1942年、東宝） - 先任搭乗員
- 伊那の勘太郎（1943年、東宝） - 浪人
- 男（1943年、東宝）
- ハナ子さん（1943年、東宝） - 酒屋
- 銀嶺の果て（1947年、東宝） - 刑事
- 新馬鹿時代（1947年、東宝） - ヤミ屋秋田
- おスミの持参金（1947年、東宝）
- 春の饗宴（1947年、東宝）
- 面影（1948年、東宝） - 松造
- 女の一生（1949年、東宝） - 奥田
- 消えた仔牛（1949年、東宝教育）
- 白鳥は悲しからずや（1949年）
- 空気の無くなる日（1949年、日本映画社）
- また逢う日まで（1950年、東宝）
- 殺人者の顔（1950年、東宝） - 巡査
- 機関車小僧（1950年、東宝教育） - 茂雄の父
- 新しい歌声（1950年、東宝教育）
- 暴力の街（1950年） - 裸の男
- 風雪二十年（1951年、東映） - 磯山巡査
- 酔いどれ歌手（1952年、東映） - 鶴吉
- 山河を越えて（1952年、文芸プロ） - 親方
- 夜明け前（1953年、近代映画協会）
- ひろしま（1953年、日教組）
- 三太頑張れ!（1953年、新東宝） - 小使さん
- ともしび（1954年、キヌタプロ）
- どぶ（1954年、近代映画協会）
- 太陽のない街（1954年、新星映画）
- 虹の谷（1954年、第一協団） - 牛買い
- 狼（1955年、近代映画協会） - 森山
- ここに泉あり（1955年、中央映画） - 炭焼きの家族
- ふろたき大将（1955年、東映教育） - 茂爺さん
- 由起子（1955年、中央映画）
- 台風騒動記（1956年、山本プロ）
- 女優（1956年、近代映画協会）
- 真昼の暗黒（1956年、現代ぷろ）
- お姉さんといっしょ（1956年、桜映画社）
- 野口英世の少年時代（1956年、東映教育） - 行商人
- 米（1957年、東映）